# Ginestar

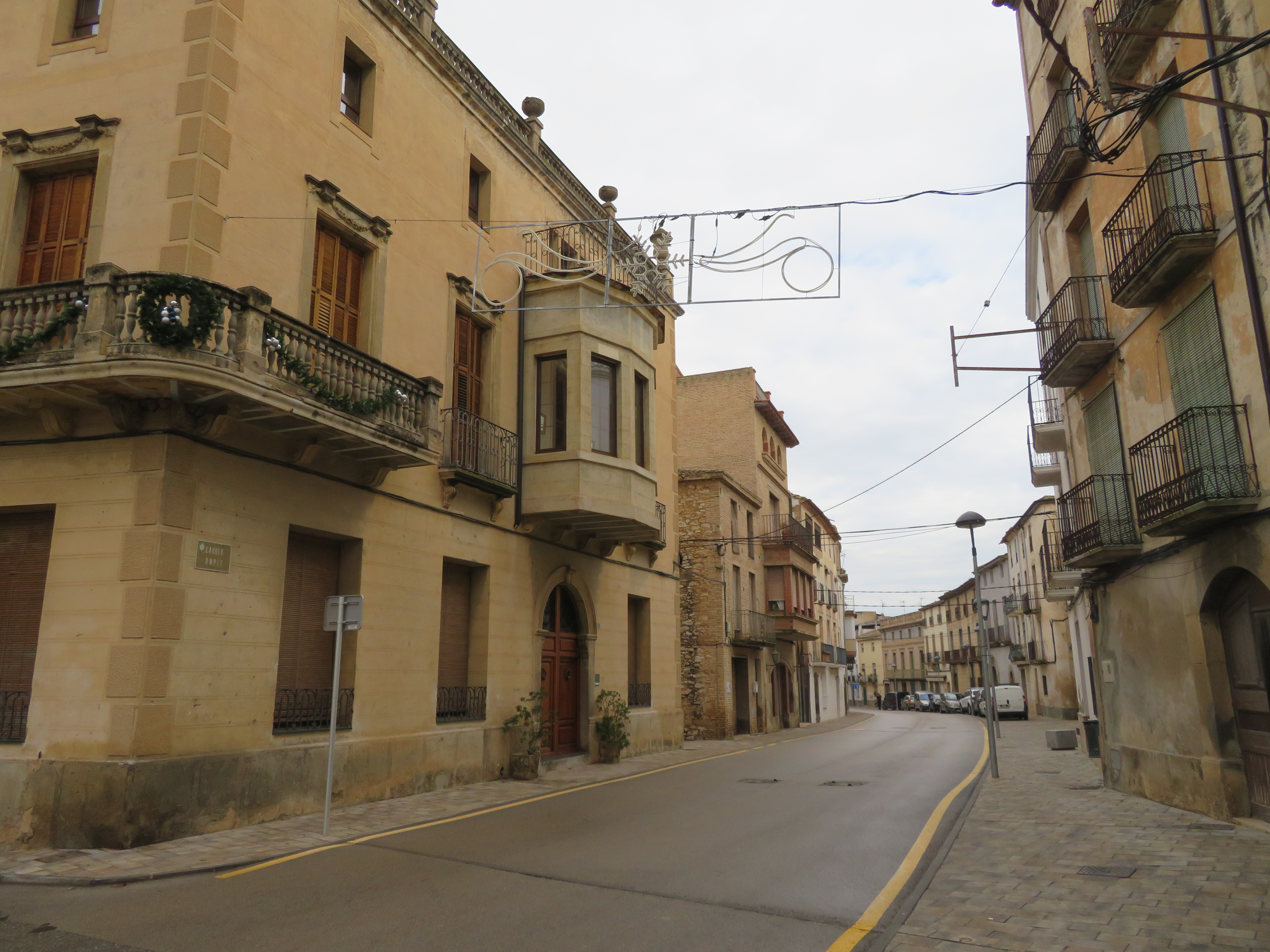
Ginestar

Ginestar è un comune spagnolo di 835 abitanti situato nella comunità autonoma della Catalogna.

## Stemma
Escut caironat: d'argent, una mata de ginesta de sinople florida d'or, acostada de 2 rodelles de gules amb una creu de Malta d'argent. Per timbre una corona mural de vila.